# Живородящая жаба
Живородящая жаба (лат. Nimbaphrynoides occidentalis) — вид бесхвостых земноводных семейства жаб, в данный момент единственный представитель рода Nimbaphrynoides. Ранее к данному роду относился ещё один вид — Nimbaphrynoides liberiensis, но с 2010 года было предложено N. liberiensis рассматривать как подвид N. occidentalis. Ранее вид входил в состав рода Nectophrynoides.

## Описание
Общая длина достигает 2—3 см. Голова небольшая. Глаза среднего размера с округлыми зрачками и чёрной радужиной. Надглазные дуги подняты. Туловище стройное. Конечности хорошо развиты, 4 пальца вытянуты. Окраска преимущественно чёрного или тёмно-коричневого цвета, по бокам и на конечностях присутствуют светлые пятна.

## Образ жизни

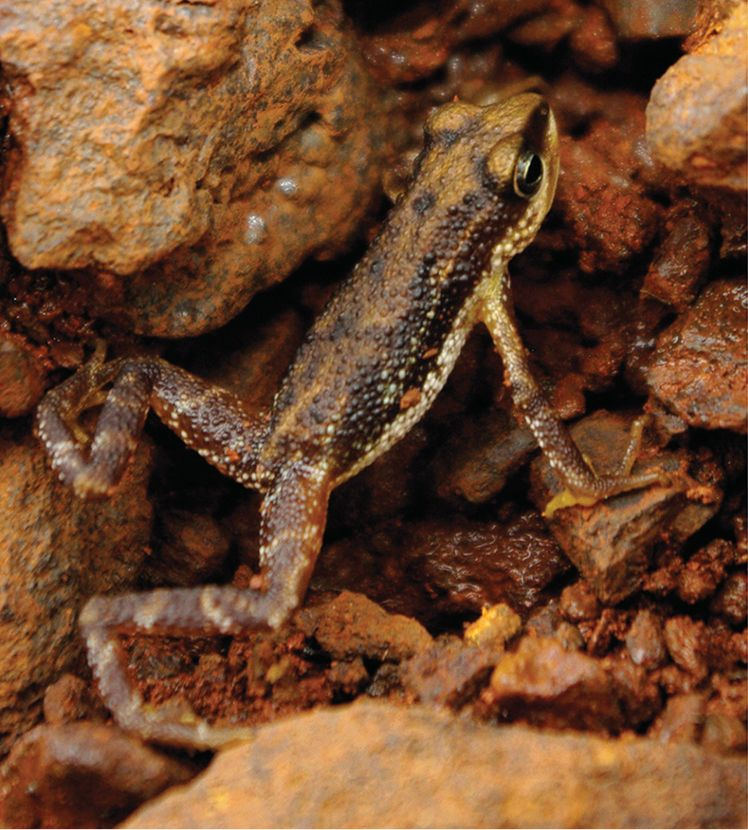

Населяет горные луга, выбирает места где под почвой есть породы, которые имеют трещины, дающие ей убежище. Температура воздуха в местах проживания не опускается ниже 12 °C. Встречается на высоте от 900 до 1600 м над уровнем моря. Однако при этой температуре она уже малоактивна и перестаёт охотиться на добычу. Только при температуре более 20 °C живородящая жаба живо кормится, прежде всего муравьями и пауками, реже — моллюсками, червями. В июле и августе наблюдается максимальная активность этой жабы. В период засухи с декабря по февраль она неактивна, залезает в трещины скал или зарывается в грунт.
Первыми покидают убежище взрослые самки. Затем в течение марта—апреля появляются неполовозрелые особи и наконец самцы.

## Размножение

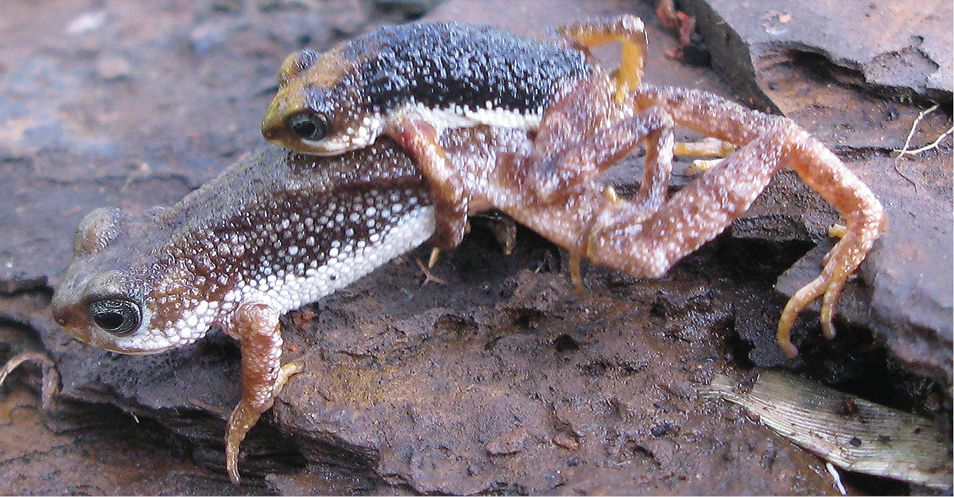
Амплексус

Спаривание начинается в августе и достигает максимума в сентябре—октябре. Оно происходит днём, может продолжаться и ночью. Длится от нескольких часов до целого дня. Самцы держатся при этом неподвижно, а самки неутомимо переступают с лапы на лапу. Оплодотворённые самки сразу же прячутся в убежище, где и проводят весь период засухи.
Яйца развиваются в нижнем отделе расширенных яйцеводов. На свет появляется вполне сформировавшаяся жаба. Самка несёт от 1 до 22 зародышей, чаще их бывает 4—12. Развитие зародышей происходит за счёт желтка в больших яйцах. В дыхании эмбрионов участвует хвост, богатый кровеносными сосудами. Массовое рождение детёнышей приходится на начало июня, но продолжается до конца месяца, а если период дождей затягивается, то и до начала июля.
Самки, как правило, размножаются 2 раза в жизни и оставляют потомство в целом в количестве 18—20 особей.

## Распространение
Обитают на склонах горы Нимба (отсюда и название всего рода): на территории стран Гвинея, Либерия и Кот-д’Ивуар.